# Порослово (Брестская область)
Порослово (бел. Парослава) — деревня в Берёзовском районе Брестской области Белоруссии. Входит в состав Берёзовского сельсовета.

## География
Деревня находится в центральной части Брестской области, при автодороге Н-123, на расстоянии приблизительно 2 километров (по прямой) к югу от города Берёза, административного центра района. Абсолютная высота — 147 метров над уровнем моря. Площадь населённого пункта — 0,3808 км².

## История
По состоянию на 1905 год, в Порослове проживало 263 человека. В административном отношении деревня входила в состав Березской волости Пружанского уезда Гродненской губернии.
Согласно Рижскому мирному договору (1921), деревня вошла в состав межвоенной Польши. Входила в состав гмины Берёза Картузская Пружанского повета Полесского воеводства Польши. В 1921 году числилось 202 жителя, проживавших в 37 домах. В этническом составе населения того периода поляки составляли 100 %. В конфессиональном составе населения преобладали православные христиане (78 %) и католики (22 %).
С 1939 года в БССР, с 1940 года деревня в составе Углянского сельсовета.

## Население
По данным переписи 2019 года, в деревне проживало 52 человека.
| Год  | Население, человек |
| ---- | ------------------ |
| 1905 | 263                |
| 1921 | ↘ 202              |
| 2009 | ↘ 40               |
| 2019 | ↗ 52               |